# Bosanskohercegovački dinar
Bosanskohercegovački dinar je naziv za valutu u BiH od 1992. do 1997. godine. Raspadom Jugoslavije i prijetnjom hiperinflacije, koja je kasnije pogodila Srbiju i Crnu Goru, bosanska se vlada odlučuje za uvođenje bosanskog dinara.

## Bosanskohercegovački dinari iz 1992. godine
1. srpnja 1992. izlaze iz tiska u apoenima od 10, 50, 100, 500 i 1000 dinara. Na naličju se naizmjenično nalazi stari most u Mostaru kao i jedan grb s krunom i mačem. Nazivi su ispisani latinicom i ćirilicom. Od 1992. do 1994. vrijede apoeni, koji su zamijenjeni 1994. s apoenima tzv. novog dinara po odnosu 10.000 starih dinara = 1 dinar. Ove novčanice na poleđini imaju tadašnji grb s ljiljanima, kao i stari most u Mostaru. Svi su apoeni roza boje na bijelom papiru iste veličine.

## Bosanskohercegovački dinari iz 1994. godine
Odnos je bio taj da je 100 tzv. novih dinara odgovaralo jednoj njemačkoj marki (DEM) koja je praktički potisnula dinar iz opticaja. Uvođenjem dinara u odnosu 100 BHD = 1 DEM odnos ostaje nepromijenjen sve do uvođenja konvertibilne marke 1997. No bosanski je dinar bio u opticaju uglavnom u području pod kontrolom Armije BiH (Sarajevo...), tako da značaj ove valute nije nikad bio na čitavom području BiH i u nekim su se područjima upotrebljavali jugoslavenski dinari s raznim žigovima, kao i bosanski dinari koji su bili specifični po tome da su vrijedili samo u nekim područjima (Travnik). U to vrijeme se u dijelu BiH koji je većinski naseljen Hrvatima koristi hrvatski dinar, a u području Republike Srpske dinar republike Srpske, koji je kasnije zamijenjen jugoslovenskim dinarom. Pored njemačke marke u BiH se u vrijeme rata koriste skoro sve valute evropskih zemalja, kao i američki dolar u većim gradovima.

## Ostalo
- Dinar